# はくちょう座イプシロン星
はくちょう座ε星は、はくちょう座の恒星で2等星。北十字を構成する星の1つ。

## 名称
学名ε Cygni（略称ε Cyg）。2017年6月30日に国際天文学連合の恒星の命名に関するワーキンググループ (Working Group on Star Names, WGSN) は、はくちょう座ε星に Aljanah という固有名を付けた。これは、からす座γ星のGienahと同じくアラビア語で「つばさ」を意味するal-janāḥという言葉に由来している。元々ε星も同じくギェナー (Gienah) またはギェナー・キグニ (Gienah Cygni) という呼び名で呼ばれていたが、Gienah は2016年11月6日に国際天文学連合の恒星の命名に関するワーキンググループ (Working Group on Star Names, WGSN) によって、からす座γ星の固有名として正式に承認されている。